# Cesana Brianza
Cesana Brianza (lombardul: San Fermu) település Olaszországban, Lombardia régióban, Lecco megyében. Lakosainak száma 2364 fő (2023. január 1.). Cesana Brianza Annone di Brianza, Bosisio Parini, Canzo, Civate, Pusiano, Suello és Eupilio községekkel határos.

## Népesség
A település lakossága az elmúlt években az alábbi módon változott:
| Lakosok száma | 2378 | 2399 | 2364 |
|               | 2017 | 2018 | 2023 |